# ThaiBev
Thai Beverage, meglio conosciuta come ThaiBev, è la più grande azienda produttrice di bevande della Thailandia e una delle più grandi del sud-est asiatico, con distillerie in Thailandia, Regno Unito e Cina. Di proprietà del magnate miliardario cino-tailandese Charoen Sirivadhanabhakdi e quotata alla Borsa di Singapore, Thai Beverage plc ha una capitalizzazione di mercato di poco inferiore ai 10 miliardi di dollari.

## Storia
ThaiBev è stata fondata il 29 ottobre 2003 con il consolidamento di 58 aziende produttrici di birra e liquori, tra cui la birra Chang, seconda birra nel mercato domestico dopo Singha. I marchi ThaiBev includono la bevanda al tè verde Oishi così come Est, una cola. La partecipazione della famiglia Sirivadhanabhakdi in Thai Beverage è di circa il 30%: Charoen è il presidente e suo figlio Thapana è presidente e amministratore delegato. Thai Beverage è quotata alla Borsa di Singapore poiché la Borsa della Thailandia vieta la quotazione di titoli legati all'alcol. Nel 2012 l'azienda annunciò di essere riuscita in un accordo da 11,2 miliardi di dollari per rilevare il conglomerato Fraser and Neave, aggiungendolo al portafoglio di attività del gruppo.

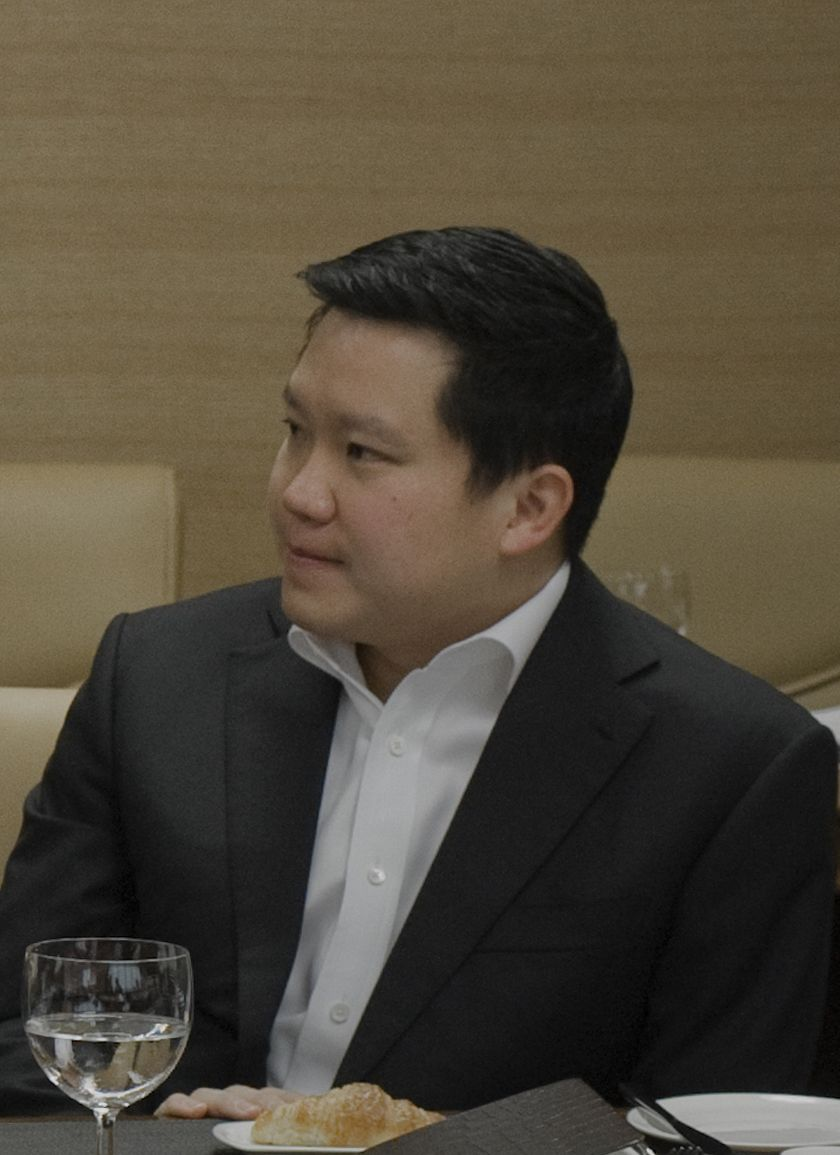
Thapana Sirivadhanabhakdi, presidente e CEO

La società possiede e distribuisce diversi marchi significativi, tra cui la birra Chang, il Mekhong e il rum SangSom. Ha operazioni significative in Europa, producendo whisky scozzese di malto, vodka, gin e liquori in cinque distillerie in Scozia, Regno Unito. Charoen Sirivadhanabhakdi, all'inizio del 2013, ha aggiunto Fraser and Neave, Limited, un conglomerato di industrie alimentari e delle bevande, della birra, immobiliare ed editoriale a Singapore, al suo impero di bevande e proprietà.
Chang Beer, che ha iniziato la produzione nel marzo 1995 in un birrificio nel distretto di Bang Ban nella provincia di Ayutthaya, è il marchio più venduto in Thailandia. È riuscito a conquistare una quota di mercato del 60% in Thailandia dopo una dura lotta di mercato con il precedente marchio leader, Singha. Nel 2006, la quota di mercato della birra dell'azienda era del 49%, secondo la società di ricerca Canadean.

## Birra

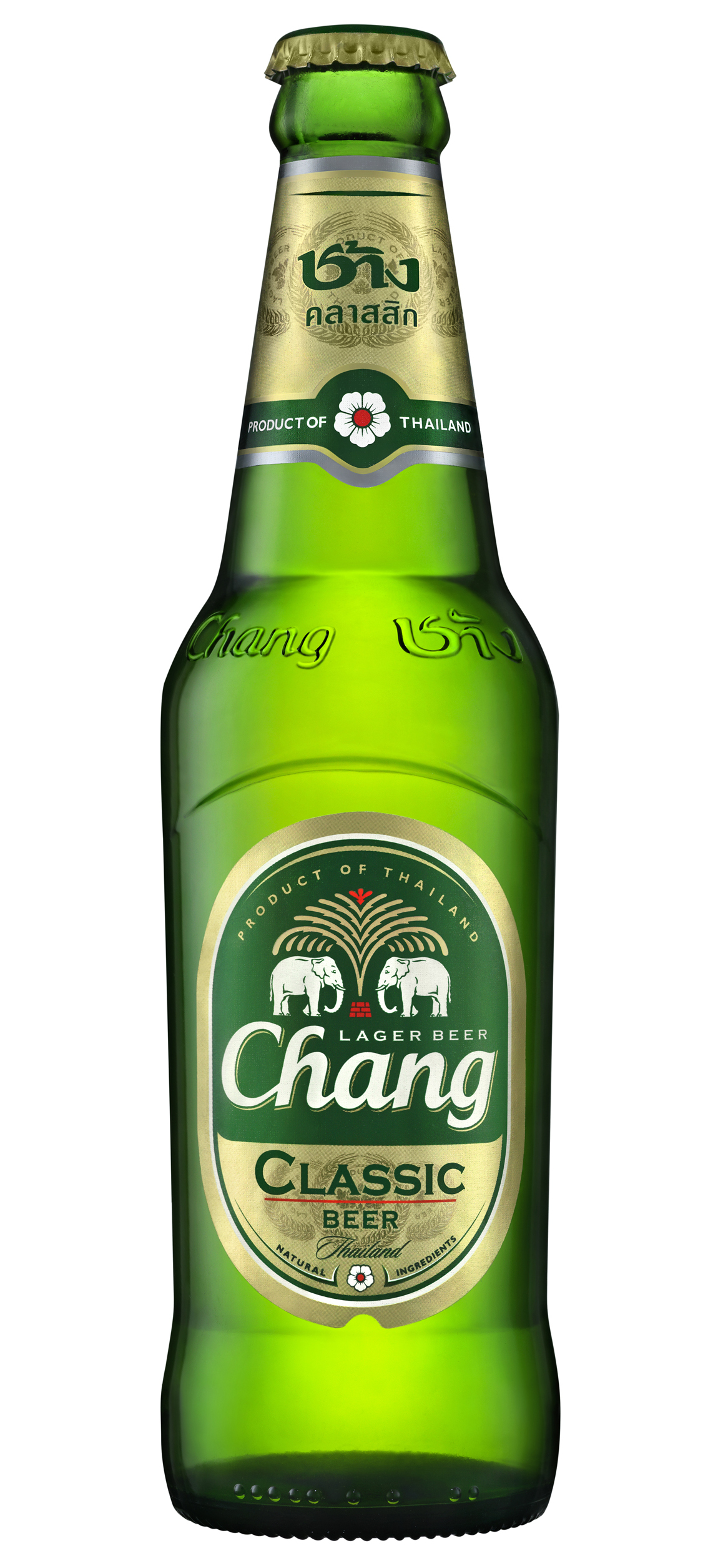
Nuova birra Chang Classic dal 2015

### Chang
ThaiBev produce Chang (o Chang Beer) (thailandese: เบียร์ช้าง), una birra chiara. "Chang" (thailandese: ช้าง) è la parola thailandese per elefante, un animale di importanza culturale e storica in Thailandia. Il logo raffigura due elefanti faccia a faccia. Nel 2006, l'azienda ha lanciato Chang Light, 4,2% ABV e Chang Draught in bottiglie al 5% ABV. Sono stati interrotti nel 2015.
Nel 2015, ThaiBev ha celebrato il suo 20º anniversario della birra Chang. Per l'occasione, ThaiBev ha consolidato tutti i marchi Chang in Chang Classic. ThaiBev ha interrotto la produzione di Chang Light, Chang Draught e Chang Export. Inoltre, è stata introdotta la nuova bottiglia in verde smeraldo. La produzione di Chang Classic è condivisa tra i tre birrifici di ThaiBev. La ricetta è stata modificata per includere il riso, precedentemente utilizzato solo nella versione domestica al 6,4%. La sua gradazione alcolica in Thailandia è di 5,0 (attualmente 2018).
Chang Beer, il marchio di punta di ThaiBev, ha vinto tre volte il premio di qualità d'oro nella categoria birre, acqua e bevande analcoliche al World Quality Selections 2018, organizzato ogni anno da Monde Selection.

### Archa
Nel 2004, l'azienda ha introdotto la birra Archa (in thailandese: อาชา 'cavallo'), al 5,4% di ABV. Archa ha vinto una medaglia d'oro agli Australian International Beer Awards (AIBA) del 2007. L'ABV è stato abbassato al cinque percento nel 2014. Il primo mercato al di fuori della Thailandia a distribuire la birra Archa è stato Singapore, dove è stato lanciato con successo nel 2012 da InterBev (Singapore) Ltd.

### Federbräu
Federbräu è una birra di qualità di ispirazione tedesca prodotta con malto tedesco importato, utilizzando un'unica fonte di malto nel processo di produzione della birra. Federbräu ha il cinque percento di alcol in volume.

### Chang/Carlsberg
Nel dicembre 2000, Carlsberg e Chang hanno fondato una joint venture 50-50, Carlsberg Asia, per creare un'importante azienda produttrice di birra in Asia.  L'influenza di Carlsberg può essere vista nella tipografia del logo "Beer Chang", che ricorda la classica "Birra Carlsberg". Nel 2005, Carlsberg si ritirò dall'impresa e rescisse il suo accordo di licenza con Chang a causa del mancato adempimento degli obblighi contrattuali, con il risultato che Chang chiese 2,5 miliardi di dollari di danni.  Un accordo finale di 120 milioni di dollari fu successivamente pagato da Carlsberg.

### Saigon e 333
ThaiBev ha acquistato la maggioranza delle azioni di Sabeco nel 2018 per 4,8 miliardi di dollari USA. Sabeco possiede i principali marchi di birra in Vietnam, tra cui Saigon Beer e 333. Al momento dell'acquisizione, la quota di mercato di Sabeco in Vietnam era scesa al di sotto del 40%.